# Grand Prix Formule 1 van San Marino 1989
De Grand Prix Formule 1 van San Marino 1989 werd gehouden op 23 april 1989 in Imola.

## Uitslag
| Positie | Nummer | Rijder                | Team                  | Ronden | Tijd/Opgave         | Startplaats | Punten |
| ------- | ------ | --------------------- | --------------------- | ------ | ------------------- | ----------- | ------ |
| 1       | 1      | Ayrton Senna          | McLaren-Honda         | 58     | 1:26:51.245         | 1           | 9      |
| 2       | 2      | Alain Prost           | McLaren-Honda         | 58     | + 40.225            | 2           | 6      |
| 3       | 19     | Alessandro Nannini    | Benetton-Ford         | 57     | + 1 Ronde           | 7           | 4      |
| 4       | 5      | Thierry Boutsen       | Williams-Renault      | 57     | + 1 Ronde           | 6           | 3      |
| 5       | 9      | Derek Warwick         | Arrows-Ford           | 57     | + 1 Ronde           | 12          | 2      |
| 6       | 3      | Jonathan Palmer       | Tyrrell-Ford          | 57     | + 1 Ronde           | 25          | 1      |
| 7       | 21     | Alex Caffi            | Dallara-Ford          | 57     | + 1 Ronde           | 9           |        |
| 8       | 40     | Gabriele Tarquini     | AGS-Ford              | 57     | + 1 Ronde           | 18          |        |
| 9       | 10     | Eddie Cheever         | Arrows-Ford           | 56     | + 2 Rondes          | 21          |        |
| 10      | 22     | Andrea de Cesaris     | Dallara-Ford          | 56     | + 2 Rondes          | 16          |        |
| 11      | 20     | Johnny Herbert        | Benetton-Ford         | 56     | + 2 Rondes          | 23          |        |
| 12      | 17     | Nicola Larini         | Osella-Ford           | 52     | Spin                | 14          |        |
| NF      | 7      | Martin Brundle        | Brabham-Judd          | 51     | Benzinesysteem      | 22          |        |
| NC      | 12     | Satoru Nakajima       | Lotus-Judd            | 46     | Not Classified      | 24          |        |
| NF      | 24     | Luis Perez-Sala       | Minardi-Ford          | 43     | Spin                | 15          |        |
| NF      | 15     | Maurício Gugelmin     | March-Judd            | 39     | Transmissie         | 19          |        |
| NF      | 11     | Nelson Piquet         | Lotus-Judd            | 29     | Motor               | 8           |        |
| NF      | 27     | Nigel Mansell         | Ferrari               | 23     | Versnellingsbak     | 3           |        |
| NF      | 6      | Riccardo Patrese      | Williams-Renault      | 21     | Motor               | 4           |        |
| NF      | 8      | Stefano Modena        | Brabham-Judd          | 19     | Spin                | 17          |        |
| NF      | 23     | Pierluigi Martini     | Minardi-Ford          | 6      | Versnellingsbak     | 11          |        |
| DQ      | 26     | Olivier Grouillard    | Ligier-Ford           | 4      | Gediskwalificeerd   | 10          |        |
| NF      | 28     | Gerhard Berger        | Ferrari               | 3      | Ongeluk             | 5           |        |
| NF      | 16     | Ivan Capelli          | March-Judd            | 1      | Spin                | 13          |        |
| NF      | 30     | Philippe Alliot       | Larrousse-Lamborghini | 0      | Elektrisch probleem | 20          |        |
| NF      | 29     | Yannick Dalmas        | Larrousse-Lamborghini | 0      | Elektrisch probleem | 26          |        |
| NQ      | 4      | Michele Alboreto      | Tyrrell-Ford          |        |                     |             |        |
| NQ      | 25     | René Arnoux           | Ligier-Ford           |        |                     |             |        |
| NQ      | 38     | Christian Danner      | Rial-Ford             |        |                     |             |        |
| NQ      | 31     | Roberto Moreno        | Coloni-Ford           |        |                     |             |        |
| PQ      | 37     | Bertrand Gachot       | Onyx-Ford             |        |                     |             |        |
| PQ      | 33     | Gregor Foitek         | EuroBrun-Judd         |        |                     |             |        |
| PQ      | 18     | Piercarlo Ghinzani    | Osella-Ford           |        |                     |             |        |
| PQ      | 36     | Stefan Johansson      | Onyx-Ford             |        |                     |             |        |
| PQ      | 41     | Joachim Winkelhock    | AGS-Ford              |        |                     |             |        |
| PQ      | 32     | Pierre-Henri Raphanel | Coloni-Ford           |        |                     |             |        |
| PQ      | 35     | Aguri Suzuki          | Zakspeed-Yamaha       |        |                     |             |        |
| PQ      | 34     | Bernd Schneider       | Zakspeed-Yamaha       |        |                     |             |        |
| PQ      | 39     | Volker Weidler        | Rial-Ford             |        |                     |             |        |

## Wetenswaardigheden
- De race werd na drie ronden stopgezet door het ongeluk van Gerhard Berger.
- Olivier Grouillard werd gediskwalificeerd doordat zijn Ligier illegaal gerepareerd werd op de grid. Thierry Boutsen en Alex Caffi werden aanvankelijk ook gediskwalificeerd na protest van Ligier omdat ze banden hadden gewisseld in de pitlaan voor de herstart. Na beroep werden ze opnieuw in de uitslag opgenomen.
- Het conflict tussen Alain Prost en Ayrton Senna begon op te laaien. Senna ging voorbij Prost ondanks een afspraak dat diegene die eerst door de eerste bocht ging, ook de leiding mocht behouden.

## Statistieken
| Pole-position | Ayrton Senna | McLaren-Honda | 1:26.010 |
| Snelste ronde | Alain Prost  | McLaren-Honda | 1:26.795 |

## Noot
- Dit was de vierhonderdste Grand Prix-start voor een Amerikaanse coureur.
- Vijftigste Grand Prix-winst voor een Braziliaanse coureur.

1981 · 1982 · 1983 · 1984 · 1985 · 1986 · 1987 · 1988 · 1989 · 1990 · 1991 · 1992 · 1993 · 1994 · 1995 · 1996 · 1997 · 1998 · 1999 · 2000 · 2001 · 2002 · 2003 · 2004 · 2005 · 2006